# Rhipidolestes hiraoi
Rhipidolestes hiraoi là loài chuồn chuồn trong họ Megapodagrionidae. Loài này được Yamamoto mô tả khoa học đầu tiên năm 1955.